# AIG Japan Open Tennis Championships 2007
Die AIG Japan Open Tennis Championships 2007 waren ein Tennisturnier der WTA Tour 2007 für Damen und ein Tennisturnier der ATP Tour 2007 für Herren in Tokio, welche gleichzeitig vom 1. bis zum 7. Oktober stattfanden.